# Jonathan Fumeaux
Jonathan Fumeaux (* 7. März 1988 in Sitten) ist ein ehemaliger Schweizer Radrennfahrer.
Jonathan Fumeaux fuhr 2009 und 2010 für den französischen Radsportverein CC Étupes. In der Saison 2010 gewann er das Critérium National de Printemps. 2011 wechselte er zum Schweizer Continental Team Atlas Personal. In seinem ersten Jahr dort gewann er das Eintagesrennen Sierre–Nax und eine Etappe beim Grand Prix Chantal Biya.
2016 wurde Fumeaux Schweizer Strassenmeister.

## Erfolge
2011
- eine Etappe Grand Prix Chantal Biya

2012
- eine Etappe Tour Alsace

2016
- Schweizer Meister – Strassenrennen

## Teams
- 2011 Atlas Personal
- 2012 Atlas Personal-Jakroo
- 2013 IAM Cycling
- 2014 IAM Cycling
- 2015 IAM Cycling
- 2016 IAM Cycling
- 2017 Roth-Akros